# Psychobiella
Psychobiella is een Insectengeslacht uit de familie bruine gaasvliegen (Hemerobiidae), die tot de orde netvleugeligen (Neuroptera) behoort. De wetenschappelijke naam van het geslacht is voor het eerst geldig gepubliceerd door Nathan Banks in 1909.
Psychobiella is het enige en bijgevolg het typegeslacht in de onderfamilie Psychobiellinae, opgericht door John D. Oswald in 1993. De soorten komen voor in Australië en Tasmanië.

## Soorten
- P. occidentalis New, 1988 uit zuidelijk Australië.
- P. sordida Banks, 1909 uit Tasmanië en oostelijk Australië